# کارا گی
کارا گی (انگلیسی: Cara Gee؛ زادهٔ ۲ سپتامبر ۱۹۸۳) بازیگر اهل کانادا است. فوربس او را «یکی از برجسته‌ترین زنان بومی در صنعت سرگرمی» توصیف کرده است. او از تبار اوجیبوه، یکی از بزرگترین جمعیت‌های بومی کانادا است.
از فیلم‌ها یا مجموعه‌های تلویزیونی که وی در آن‌ها نقش داشته است، می‌توان به گستره و آوای وحش اشاره نمود.